# Bonsdorff
Bonsdorff är en finländsk släkt som härstammar från Tyskland som kom till Finland på 1630-talet. Enligt släktsägner skall den vara besläktad med ätten Bernstorff, men inga belägg för detta finns. En gren med sonen till kyrkoherden i Hauho socken, teologie doktor Peter Bonsdorff (1719–1803), läkaren Gabriel von Bonsdorff, som 1817 blivit utsedd till landets förste arkiater, adlades 1819.
Kamreraren herr Johan Gabriel von Bonsdorff av adliga ätten nr 181, upphöjdes till friherre 12.4.1868 och introducerades 22.4.1869.
En av hans söner, kameralisten i senaten, statsrådet, juris utriusque och filosofie doktorn, Johan Gabriel von Bonsdorff upphöjdes 1868 i finskt friherrligt stånd och introducerades 1869. Hans ättling i fjärde led, Johan von Bonsdorff (1924–2004),  överflyttade till Sverige 1948 och denna friherrliga gren fortlever där.
Läkaren Gabriel von Bonsdorffs sonsons sonson, Curt von Bonsdorff (1909–2000), överflyttade till Sverige 1945 och denna adliga gren fortlever där.
Inom släktens ofrälse grenar märks två bröder till Gabriel von Bonsdorff, Jacob och Johan Bonsdorff, vilka båda var professorer i Åbo och bland sina avkomlingar hade ett flertal framstående naturvetenskapsmän.

## Personer med efternamnet Bonsdorff eller von Bonsdorff
- Adolf von Bonsdorff (1862–1928), skolman och politiker
- Axel Edvard Bonsdorff (1839–1919), geodet
- Axel Robert von Bonsdorff (1869–1945), läkare
- Bengt von Bonsdorff (1936–2005), konstvetare och museiman
- Bertel von Bonsdorff (1904–2004), läkare
- Carl von Bonsdorff (1862–1951), historiker
- Elsa Bonsdorff (1883–1973), politiker, ledare inom kvinnoorganisationer
- Erik Bonsdorff (född 1954), marinbiolog
- Ernst Bonsdorff (1842–1936), matematiker och skolman
- Eva Bonsdorff (1918–2012), fysiolog
- Evert Julius Bonsdorff (1810–1898), läkare
- Felix von Bonsdorff (2001)
- Gabriel von Bonsdorff (1762–1831), läkare
- Göran von Bonsdorff (1918–2009), statsvetare
- Hjalmar von Bonsdorff (1869–1945), landshövding på Åland
- Hjalmar Gabriel von Bonsdorff (1858–1932) kirurg
- Ilmari Bonsdorff (1879–1950), geodet
- Jacob Bonsdorff (1763–1831), teolog
- Jan von Bonsdorff (född 1959), konstvetare
- Johan Bonsdorff (1872–1840), lingvist
- Johan von Bonsdorff (1940–2002), journalist och skriftställare
- Johan Gabriel von Bonsdorff (1795–1873), ämbetsman
- Juri von Bonsdorff (född 1969), journalist, Hufvudstadsbladets och Sveriges Radios medarbetare i Washington
- Leo Bonsdorff (1878-1937), journalist och författare
- Magnus von Bonsdorff (född 1934), ingenjör och företagsledare
- Max von Bonsdorff (1882–1967), biskop i Borgå
- Pehr Adolf von Bonsdorff (1791–1839), kemist
- Per von Bonsdorff (1896-1946), jägare

### Uppslagsverk
- Bonsdorff i Uppslagsverket Finland (webbupplaga, 2012). CC-BY-SA 4.0
- Svensk uppslagsbok, Malmö 1939.